# Frank Molinaro
Frank Molinaro (ur. 27 grudnia 1988) – amerykański zapaśnik w stylu wolnym. Olimpijczyk z Rio de Janeiro 2016, gdzie zajął piąte miejsce w kategorii 65 kg.
Złoty medalista mistrzostw panamerykańskich w 2016 i brązowy w 2014. Drugi w Pucharze Świata w 2017 i czwarty 2016 roku.
Zawodnik Southern Regional High School z Manahawkin i Pennsylvania State University. Cztery razy All-American (2009 – 2012) w NCAA Division I; pierwszy w 2012, drugi w 2011, piąty w 2010, ósmy w 2009 roku.